# N.R.M.
N.R.M. (biał. Niezaležnaja Respublika Mroja, dosł. Niepodległa Republika Marzeń) – białoruski zespół rockowy, założony w 1994 roku przez członków zespołu Mroja. Jest jednym z dwóch (obok grupy Lapis Trubieckoj) najpopularniejszych zespołów rockowych Białorusi. Zespół śpiewa niemal wyłącznie po białorusku, a na okładkach płyt i w materiałach promocyjnych posługuje się łacinką.
Zespół powstał w 1994 roku z przekształcenia istniejącej od 1981 grupy Mroja. Zmiana nazwy związana była z dojściem do władzy Aleksandra Łukaszenki i przywracaniem przez niego radzieckiej symboliki i odwołań do radzieckiej kultury i tradycji. Odzwierciedlała też dążenie do swoistej wewnętrznej emigracji do „niezależnej republiki”, gdzie dozwolony jest komentarz artystyczny na temat polityki i kultury Białorusi.
W twórczości N.R.M. dość wyraźne są nawiązania do białoruskiej polityki, jednak krytyka niedemokratycznych rządów prezydenta Łukaszenki zazwyczaj jest ukryta, a jego nazwisko nie pada ani razu w żadnej z piosenek. Przykładowo okładka wydanego w 1998 albumu Pašpart hramadzianina N.R.M. (dosł. Paszport obywatela N.R.M.) przedstawia stylizowaną okładkę paszportu i jest satyrą na przywrócone w 1995 godło Białorusi wzorowane na tym z czasów radzieckich: w miejsce sierpa i młota lub konturów państwa umieszczono symbol czaszki i skrzyżowanych piszczeli.
Muzyka zespołu bywa wpisywana na nieoficjalną czarną listę przez władze Białorusi i obejmowana zakazem koncertowania i nadawania piosenek w rozgłośniach radiowych i telewizjach. W obawie przed powtórzeniem się na Białorusi ukraińskiej pomarańczowej rewolucji, w 2004 białoruskie władze objęły zespół zakazem cenzury w ramach represji za występ na wiecu demokratycznej opozycji. Przez kolejne trzy lata zespół przeprowadzał próby w ukryciu i występował głównie za granicą: w Polsce (m.in. na festiwalu Basowiszcza), Niemczech, na Litwie i Słowacji oraz w Szwecji, a także na niewielkich koncertach niesankcjonowanych przez władze. W 2010 grupa fanów zespołu została aresztowana podczas jednego z takich koncertów plenerowych za „eksponowanie ultranacjonalistycznych symboli”. W 2012 były ambasador Szwecji w Mińsku, Stefan Ericsson wskazał Lawona Wolskiego jako „postać roku” w plebiscycie organizowanym przez białoruską sekcję Radia Wolna Europa.
Muzycy N.R.M. byli jednymi z bohaterów filmu dokumentalnego Mirosława Dembińskiego „Muzyczna partyzantka” z 2007 roku, zaprezentowanego na 7. Międzynarodowym Festiwalu Filmowym WATCH DOCS Prawa Człowieka w Filmie, a także filmu dokumentalnego „Czas trzech żółwi” Joli Kilian prezentowanego na IX Międzynarodowych Dniach Filmu Dokumentalnego „Rozstaje Europy” w 2008 roku w Lublinie.
W 2010 roku z zespołu odszedł Lawon Wolski, od tego czasu N.R.M. gra jako trio.
Nie tylko zjawisko muzyczne, ale także fenomen socjologiczny – dzięki niemu wielu Białorusinów zaczęło używać na co dzień języka ojczystego. Dawna strona internetowa zespołu była swego rodzaju wirtualnym państwem.

## Skład
- Pit Paułau – gitara, wokal (od 1994)
- Juraś Laukou – gitara basowa, wokal (od 1994)
- Aleh Dziemidowicz – perkusja, wokal (od 1994)
- Lawon Wolski – gitara, wokal (1994–2010)

## Dyskografia
| Rok  | Dane dot. albumu |
| ---- | --- |
| 1995 | ŁaŁaŁaŁa - Wydawca: Kowczeg |
| 1996 | Odzirydzidzina - Oryginalna pisownia tytułu: Одзірыдзідзіна - Wydawca: Kowczeg                                                            |
| 1998 | Pašpart hramadzianina N.R.M. - Oryginalna pisownia tytułu: Пашпарт грамадзяніна N.R.M. - Data wydania: 29 grudnia 1998 - Wydawca: Kowczeg |
| 2000 | Try čarapachi - Data wydania: jesień 2000 - Wydawca: Bulba Records                                                                        |
| 2002 | Dom kultury - Data wydania: 24 grudnia 2002 - Wydawca: West Records                                                                       |
| 2007 | 06 - Oryginalna pisownia tytułu: 06 - Data wydania: 19 maja 2007                                                                          |
| 2013 | D.P.B.Cz. - Oryginalna pisownia tytułu: Д.П.Б.Ч. - Data wydania: 20 października 2013 - Wydawca: Global CD                                |

| Rok  | Dane dot. albumu                                                            |
| ---- | --------------------------------------------------------------------------- |
| 1997 | Made in N.R.M. - Data wydania: 1 lutego 1997 - Wydawca: Pan-rekords         |
| 2004 | Spravazdača 1994–2004 - Data wydania: 8 lutego 2004 - Wydawca: West Records |

| Rok  | Dane dot. albumu                                                              |
| ---- | ----------------------------------------------------------------------------- |
| 1999 | Akustyčnyja kancerty kanca XX stahodździa - Data wydania: luty 1999 - Kowczeg |

| Rok  | Dane dot. singla                                 |
| ---- | ------------------------------------------------ |
| 2000 | Samotnik - Wydawca: West Records                 |
| 2019 | Lubiš – lubi - Data wydania: 1 października 2019 |

### Wspólne projekty
- Pieśniarok (tribute dla Piesniarów, 1997)
- Narodny Albom (1997)
- Ja naradziusia tut (2000)

### Wydawnictwa, na których znalazły się utwory zespołu
| Rok  | Dane dot. albumu                                                                    | Utwór                                                 |
| ---- | ----------------------------------------------------------------------------------- | ----------------------------------------------------- |
| 1999 | Wolnyja tancy – słuchaj swajo - Wydawca: BMA-group                                  | „Pieśni pra kachańnie” „Pieśnia padziemnych žycharoŭ” |
| 2001 | Wolnyja tancy – alternatywa_by - Wydawca: BMA-group                                 | „Katlet-matlet” (remix)                               |
| 2001 | Serca Europy in rock - Wydawca: BMA-group                                           | „NajNajNaj”                                           |
| 2002 | Personal Depeche - Data wydania: grudzień 2002 - Wydawca: West Records, MSH Records | „Twoj Jezus (Personal Jesus)”                         |
| 2004 | Hienierały ajczynnaha roku - Data wydania: 25 kwietnia 2004 - Wydawca: BMA-group    | „Lasnaja pieśnia (Oj, biarozy dy sosny)”              |
| 2008 | NiezależnyJA - Data wydania: 25 marca 2008 - Wydawca: BMA-group                     | „Try čarapachi” (new)                                 |